# Towarzystwo Wydawnicze „Ignis”
Towarzystwo Wydawnicze „Ignis” – polskie wydawnictwo w formie spółki akcyjnej założone w 1920 przez Ludwika Fiszera oraz grupę działaczy PPS, istniejące do 1925.

## Profil wydawniczy
Spółka wydawała książki o tematyce historycznej, młodą poezję, poradniki praktyczne oraz beletrystykę, w tym głównie książki dla dzieci i młodzieży. W latach 1920–1924 nakładem oficyny „Ignis” ukazywały się utwory skamandrytów oraz ich miesięcznik programowy. W latach 1923–1925 wydano tłumaczenia pism wybranych Josepha Conrada. W 1924 z inicjatywy Fiszera podjęto wydawanie popularnych utworów literatury pięknej w ramach serii „Biblioteka Groszowa”. Poszczególne tomy serii kosztowały 95 gr, co czyniło je dostępnymi dla szerokich mas odbiorców.
Siedzibę Towarzystwo „Ignis” miało w Warszawie, oddziały i księgarnie znajdowały się również przez jakiś czas w Bydgoszczy, Siedlcach i Toruniu. W 1925 spółka zakończyła działalność w wyniku ogólnego kryzysu gospodarczego tudzież złego zarządzania, i uległa przymusowej likwidacji.